# Undertale
Undertale (zapisywane jako UNDERTALE) – komputerowa gra fabularna, wyprodukowana i wydana przez niezależnego twórcę Toby’ego Foxa. Inspiracją do stworzenia gry był EarthBound.
Gra została wydana 15 września 2015 w angielskiej wersji językowej na platformach Microsoft Windows, macOS i Linux. 15 sierpnia 2017 pojawiła się wersja na konsole PlayStation 4 i PlayStation Vita, natomiast 18 września 2018 wydano wersję na konsolę Nintendo Switch. 16 marca 2021 ukazała się wersja na Xbox One.

## Rozgrywka
Akcja gry rozgrywa się w podziemiach zamieszkanych przez potwory. Główny bohater o imieniu Frisk musi wykonywać kolejne zadania (łamigłówki) i pokonywać napotkane potwory, aby wydostać się z podziemi. Każdy z napotkanych potworów ma własną osobowość, np. szkielet o imieniu Sans uwielbia żartować, a duch Napstablook cierpi na depresję.
Potwory można pokonać, nie zabijając ich, a poprzez interakcję z nimi, np. zastraszanie, flirtowanie, komplementowanie czy pocieszanie. Wybory sposobu interakcji z potworami wpływają na przebieg gry, a także na przebieg ponownych jej rozgrywek (niektóre potwory pamiętają starcia z graczem z poprzednich rozgrywek). Wybór zamordowania wszystkich mieszkańców podziemia (ścieżka znana jako „genocide run”) sprawia, że gra zyskuje elementy horroru. Walka z potworami odbywa się w osobnym okienku, gdzie gracz porusza się czerwonym serduszkiem, unikając ataków przeciwnika w formule bullet hell.

## Odbiór gry
Gra spotkała się z pozytywnym odbiorem recenzentów, uzyskując w wersji na Microsoft Windows według serwisu Metacritic średnią z 43 recenzji wynoszącą 92/100 punktów. Dało jej to trzecie miejsce w rankingu najlepszych gier na PC w 2015 roku i 43. miejsce w rankingu wszech czasów. Według agregatora GameRankings gra uzyskała średnią z 28 ocen wynoszącą 94,11%.
Podczas Independent Games Festival w 2016 roku gra została jedną z sześciu finalistek i zdobyła nagrodę publiczności.
W trakcie spotkania twórców internetowych z papieżem Franciszkiem w maju 2016 roku, vlogger Matthew Patrick, właściciel kanału The Game Theorists, podarował papieżowi kod do ściągnięcia gry Undertale z platformy Steam, a motywy swojej decyzji przedstawił w filmie Why I Gave the Pope Undertale! w serwisie YouTube.

## Spin-off
31 października 2018 roku Toby Fox udostępnił za darmo pierwszy rozdział Deltarune, gry będącej spin-offem Undertale. Tytuł gry stanowi anagram nazwy Undertale. Rozdział drugi Deltarune został wydany 17 września 2021 roku, po tym jak Fox pozyskał zespół, który miał mu pomóc w dalszym rozwoju. 2 kwietnia 2025 roku zapowiedziana została płatna wersja Deltarune, zawierająca w sobie dwa kolejne rozdziały, której wydanie planowane jest na 5 czerwca tego samego roku. Według danych zamieszczonych w grze, Fox zaplanował, aby pełna gra była podzielona na siedem rozdziałów.